# Championnat du Costa Rica de football 1996-1997
Navigation
Saison précédente Saison suivante
La Primera División 1996-1997 est la 75e édition de la première division costaricienne.
Lors de ce tournoi, le LD Alajuelense a conservé son titre de champion du Costa Rica face aux onze meilleurs clubs costariciens.
La saison était divisée en deux phases, le vainqueur de la phase régulière et le vainqueur de la phase finale se sont disputé le titre de champion à la fin de la saison.
Lors de la première phase, chacun des douze clubs participant était confronté quatre fois aux cinq autres équipes de son groupe et deux fois aux six équipes de l'autre groupe. Puis les huit meilleurs se sont affrontés lors d'une phase de groupes supplémentaire où chaque équipe affrontait à deux reprises les trois autres équipes de leur groupe. Enfin, les deux meilleures de chaque groupe se sont affrontées lors d'une phase finale en fin de saison.
Deux places étaient qualificatives pour la Coupe des champions de la CONCACAF, deux places étaient qualificatives pour le Tournoi des Géants d'Amérique Centrale, et une place était qualificative pour la Coupe des vainqueurs de coupe de la CONCACAF.

## Les 12 clubs participants
| \| LD Alajuelense / AD Belén AD Carmelita CS Cartagines / AD Goicoechea CS Herediano Municipal Pérez Zeledon Municipal Puntarenas AD Ramonense AD San Carlos \ Deportivo Saprissa Municipal Turrialba \| Localisation des clubs engagés dans le championnat. |
| LD Alajuelense / AD Belén AD Carmelita CS Cartagines / AD Goicoechea CS Herediano Municipal Pérez Zeledon Municipal Puntarenas AD Ramonense AD San Carlos \ Deportivo Saprissa Municipal Turrialba                                                           |

| Club                    | Stade                         | Capacité          | Ville                  |
| LD Alajuelense          | Stade Alejandro Morera Soto   | 17 900            | Alajuela               |
| AD Belén                | Stade inconnu                 | Capacité inconnue | San Antonio            |
| AD Carmelita            | Stade Carlos Alvarado         | 3 000             | Santa Bárbara          |
| CS Cartagines           | Stade José Rafael Meza        | 13 500            | Cartago                |
| AD Goicoechea           | Stade inconnu                 | Capacité inconnue | Goicoechea             |
| CS Herediano            | Stade Eladio Rosabal Cordero  | 8 100             | Heredia                |
| Municipal Pérez Zeledon | Stade Municipal Pérez Zeledón | 6 000             | San Isidro del General |
| Municipal Puntarenas    | Stade Lito Pérez              | 4 100             | Puntarenas             |
| AD Ramonense            | Stade Carlos Roldan           | 5 000             | San Ramón              |
| AD San Carlos           | Stade Carlos Ugalde Álvarez   | 5 600             | Ciudad Quesada         |
| Deportivo Saprissa      | Stade Ricardo Saprissa        | 23 100            | San José               |
| Municipal Turrialba     | Stade Rafael Ángel Camacho    | 4 500             | Turrialba              |

## Première phase
Lors de la première phase les douze équipes affrontent à quatre reprises les équipes de leur groupe et à deux reprises les équipes de l'autre groupe selon un calendrier tiré aléatoirement.
Les équipes sont divisées en deux groupes de six, les quatre meilleures de chaque groupe sont qualifiées pour la deuxième phase, le dernier du classement commun est relégué en Segunda División.
Le classement est établi sur un barème de points particulier, la victoire vaut 3 points et la défaite vaut 0 point. En cas de match nul, une séance de tirs au but a lieu, le vainqueur marque 2 points et le perdant 1 point.
Le départage final se fait selon les critères suivants :
- Le nombre de points.
- La différence de buts générale.
- La différence de buts particulière.
- Le nombre de buts marqué.

### Classements
| Rang | Équipe              | Pts | J  | G  | N  | P  | Bp | Bc | Diff |
| ---- | ------------------- | --- | -- | -- | -- | -- | -- | -- | ---- |
| 1    | LD Alajuelense (T)  | 75  | 32 | 21 | 7  | 4  | 72 | 29 | +43  |
| 2    | CS Herediano        | 72  | 32 | 20 | 7  | 5  | 64 | 24 | +40  |
| 3    | AD Belén            | 48  | 32 | 10 | 13 | 9  | 32 | 28 | +4   |
| 4    | AD Carmelita        | 43  | 32 | 9  | 11 | 12 | 31 | 36 | -5   |
| 5    | AD San Carlos       | 36  | 32 | 6  | 12 | 14 | 29 | 54 | -25  |
| 6    | Municipal Turrialba | 30  | 32 | 5  | 10 | 17 | 32 | 54 | -22  |

| Rang | Équipe                  | Pts | J  | G  | N  | P  | Bp | Bc | Diff |
| ---- | ----------------------- | --- | -- | -- | -- | -- | -- | -- | ---- |
| 1    | Deportivo Saprissa      | 62  | 32 | 15 | 11 | 6  | 54 | 34 | +20  |
| 2    | CS Cartagines           | 62  | 32 | 16 | 10 | 6  | 42 | 29 | +13  |
| 3    | Municipal Puntarenas    | 43  | 32 | 8  | 14 | 10 | 33 | 42 | -9   |
| 4    | Municipal Pérez Zeledon | 42  | 32 | 10 | 7  | 15 | 43 | 46 | -3   |
| 5    | AD Goicoechea (P)       | 32  | 32 | 6  | 9  | 17 | 29 | 55 | -26  |
| 6    | AD Ramonense            | 31  | 32 | 6  | 9  | 17 | 31 | 61 | -30  |

| Légende : Qualifications et relégations | Légende : Qualifications et relégations                  |
| --------------------------------------- | -------------------------------------------------------- |
|                                         | Qualifié pour la deuxième phase                          |
|                                         | (T) : Tenant du titre (P) : Promu de la saison 1995-1996 |

### Matchs
| Résultats (▼dom., ►ext.)                                   | Alaj | Bel | Carm | Cart | Goi | Here | Muni | Punt | Ramo | SanC | Sapr | Turr |
| LD Alajuelense                                             |      | 1-2 | 3-0  | 5-3  | 3-0 | 3-1  | 2-0  | 2-0  | 7-2  | 4-0  | 2-1  | 6-1  |
| AD Belén                                                   | 0-1  |     | 0-0  | 1-1  | 2-1 | 0-1  | 1-1  | 1-1  | 2-1  | 3-0  | 2-2  | 2-0  |
| AD Carmelita                                               | 0-0  | 1-0 |      | 0-0  | 3-0 | 0-2  | 1-1  | 1-1  | 3-0  | 5-0  | 1-1  | 0-0  |
| CS Cartagines                                              | 1-1  | 1-0 | 1-0  |      | 1-0 | 3-0  | 1-0  | 1-0  | 2-1  | 2-1  | 1-1  | 1-1  |
| AD Goicoechea                                              | 1-3  | 0-2 | 1-1  | 1-1  |     | 1-3  | 4-3  | 0-0  | 3-1  | 3-2  | 0-2  | 0-0  |
| CS Herediano                                               | 3-1  | 1-1 | 2-1  | 2-0  | 1-0 |      | 1-0  | 7-0  | 4-0  | 5-0  | 2-0  | 4-2  |
| Municipal Pérez Zeledon                                    | 0-1  | 1-0 | 3-1  | 1-1  | 3-2 | 1-2  |      | 3-0  | 5-0  | 2-1  | 2-2  | 3-2  |
| Municipal Puntarenas                                       | 2-2  | 1-1 | 2-0  | 2-0  | 3-1 | 0-2  | 2-1  |      | 2-0  | 3-1  | 1-1  | 1-0  |
| AD Ramonense                                               | 1-3  | 0-3 | 1-0  | 1-2  | 3-1 | 0-2  | 2-1  | 2-0  |      | 1-1  | 4-2  | 2-1  |
| AD San Carlos                                              | 3-3  | 1-1 | 0-1  | 1-2  | 1-0 | 0-0  | 2-0  | 1-0  | 1-1  |      | 1-1  | 2-0  |
| Deportivo Saprissa                                         | 1-0  | 2-0 | 3-1  | 3-0  | 3-1 | 3-1  | 2-2  | 0-0  | 1-0  | 2-1  |      | 2-0  |
| Municipal Turrialba                                        | 1-2  | 2-1 | 1-2  | 0-1  | 2-2 | 1-1  | 2-0  | 2-1  | 2-1  | 0-0  | 2-1  |      |
| - Victoire à domicile - Match nul - Victoire à l'extérieur |      |     |      |      |     |      |      |      |      |      |      |      |

| Résultats (▼dom., ►ext.)                                   | Alaj | Bel | Carm | Cart | Goi | Here | Muni | Punt | Ramo | SanC | Sapr | Turr |
| LD Alajuelense                                             |      | 0-0 | 2-0  |      |     | 2-1  |      |      |      | 2-0  |      | 5-1  |
| AD Belén                                                   | 0-0  |     | 0-0  |      |     | 1-1  |      |      |      | 2-1  |      | 2-1  |
| AD Carmelita                                               | 0-3  | 1-0 |      |      |     | 1-0  |      |      |      | 2-2  |      | 2-2  |
| CS Cartagines                                              |      |     |      |      | 0-0 |      | 1-0  | 2-3  | 4-0  |      | 1-2  |      |
| AD Goicoechea                                              |      |     |      | 0-3  |     |      | 1-2  | 1-1  | 1-1  |      | 1-0  |      |
| CS Herediano                                               | 3-1  | 3-0 | 2-0  |      |     |      |      |      |      | 5-0  |      | 1-1  |
| Municipal Pérez Zeledon                                    |      |     |      | 1-2  | 0-1 |      |      | 1-0  | 2-1  |      | 0-2  |      |
| Municipal Puntarenas                                       |      |     |      | 0-0  | 1-1 |      | 2-2  |      | 0-0  |      | 2-2  |      |
| AD Ramonense                                               |      |     |      | 1-1  | 0-1 |      | 1-1  | 1-1  |      |      | 0-0  |      |
| AD San Carlos                                              | 1-1  | 0-0 | 2-1  |      |     | 0-0  |      |      |      |      |      | 2-1  |
| Deportivo Saprissa                                         |      |     |      | 0-2  | 4-0 |      | 3-1  | 3-1  | 2-2  |      |      |      |
| Municipal Turrialba                                        | 0-1  | 1-2 | 1-2  |      |     | 1-1  |      |      |      | 1-1  |      |      |
| - Victoire à domicile - Match nul - Victoire à l'extérieur |      |     |      |      |     |      |      |      |      |      |      |      |

### Classement Global
| Rang | Équipe                  | Pts | J  | G  | N  | P  | Bp | Bc | Diff |
| ---- | ----------------------- | --- | -- | -- | -- | -- | -- | -- | ---- |
| 1    | LD Alajuelense (T)      | 75  | 32 | 21 | 7  | 4  | 72 | 29 | +43  |
| 2    | CS Herediano            | 72  | 32 | 20 | 7  | 5  | 64 | 24 | +40  |
| 3    | Deportivo Saprissa      | 48  | 32 | 10 | 13 | 9  | 32 | 28 | +4   |
| 4    | CS Cartagines           | 43  | 32 | 9  | 11 | 12 | 31 | 36 | -5   |
| 5    | AD Belén                | 36  | 32 | 6  | 12 | 14 | 29 | 54 | -25  |
| 6    | AD Carmelita            | 30  | 32 | 5  | 10 | 17 | 32 | 54 | -22  |
| 7    | Municipal Puntarenas    | 62  | 32 | 15 | 11 | 6  | 54 | 34 | +20  |
| 8    | Municipal Pérez Zeledon | 62  | 32 | 16 | 10 | 6  | 42 | 29 | +13  |
| 9    | AD San Carlos           | 43  | 32 | 8  | 14 | 10 | 33 | 42 | -9   |
| 10   | AD Goicoechea (P)       | 42  | 32 | 10 | 7  | 15 | 43 | 46 | -3   |
| 11   | AD Ramonense            | 32  | 32 | 6  | 9  | 17 | 29 | 55 | -26  |
| 12   | Municipal Turrialba     | 31  | 32 | 6  | 9  | 17 | 31 | 61 | -30  |

| Légende : Qualifications et relégations | Légende : Qualifications et relégations                                                                                                |
| --------------------------------------- | --- |
|                                         | Coupe des champions de la CONCACAF 1998 (1er Tour de qualification)                                                                    |
|                                         | Coupe des champions de la CONCACAF 1998 (1er Tour de qualification) Tournoi des Géants d'Amérique Centrale 1998 (en) (Phase de Groupe) |
|                                         | Coupe des vainqueurs de coupe de la CONCACAF 1998 (Phase de Groupe) Tournoi des Géants d'Amérique Centrale 1998 (en) (Phase de Groupe) |
|                                         | Relégué en Segunda División |
|                                         | (T) : Tenant du titre (P) : Promu de la saison 1995-1996                                                                               |

## Deuxième phase
Lors de la deuxième phase les huit équipes affrontent à deux reprises les équipes de leur groupe d'après leur classement général lors de la première phase.
Les équipes sont divisées en deux groupes de quatre, les deux meilleures de chaque groupe sont qualifiées pour les demi-finales.
Le classement est établi sur un barème de points particulier, la victoire vaut 3 points et la défaite vaut 0 point. En cas de match nul, une séance de tirs au but a lieu, le vainqueur marque 2 points et le perdant 1 point.
Le départage final se fait selon les critères suivants :
- Le nombre de points.
- La différence de buts générale.
- La différence de buts particulière.
- Le nombre de buts marqué.

### Classement
| Rang | Équipe                  | Pts | J | G | N | P | Bp | Bc | Diff |
| ---- | ----------------------- | --- | - | - | - | - | -- | -- | ---- |
| 1    | LD Alajuelense (T)      | 12  | 6 | 4 | 0 | 2 | 6  | 2  | +4   |
| 2    | Deportivo Saprissa      | 10  | 6 | 3 | 1 | 2 | 5  | 4  | +1   |
| 3    | Municipal Pérez Zeledon | 10  | 6 | 2 | 2 | 2 | 6  | 5  | +1   |
| 4    | AD Carmelita            | 4   | 6 | 1 | 1 | 4 | 2  | 8  | -6   |

| Rang | Équipe               | Pts | J | G | N | P | Bp | Bc | Diff |
| ---- | -------------------- | --- | - | - | - | - | -- | -- | ---- |
| 1    | CS Cartagines        | 12  | 6 | 3 | 2 | 1 | 8  | 6  | +2   |
| 2    | CS Herediano         | 10  | 6 | 3 | 1 | 2 | 9  | 4  | +5   |
| 3    | AD Belén             | 9   | 6 | 1 | 4 | 1 | 8  | 9  | -1   |
| 4    | Municipal Puntarenas | 5   | 6 | 1 | 1 | 4 | 5  | 11 | -6   |

| Légende : Qualifications et relégations | Légende : Qualifications et relégations |
| --------------------------------------- | --------------------------------------- |
|                                         | Qualifié pour les demi-finales          |
|                                         | (T) : Tenant du titre                   |

### Matchs
| Résultats (▼dom., ►ext.)                                   | Alaj | Carm | Muni | Sapr |
| LD Alajuelense                                             |      | 1-1  | 1-0  | 1-0  |
| AD Carmelita                                               | 3-0  | 2-0  | 2-0  | 1-0  |
| Municipal Pérez Zeledon                                    | 1-1  | 1-0  |      | 0-1  |
| Deportivo Saprissa                                         | 1-0  | 1-0  | 2-2  |      |
| - Victoire à domicile - Match nul - Victoire à l'extérieur |      |      |      |      |

| Résultats (▼dom., ►ext.)                                   | Bel | Cart | Here | Punt |
| AD Belén                                                   |     | 1-1  | 0-2  | 1-0  |
| CS Cartagines                                              | 1-1 |      | 2-1  | 2-0  |
| CS Herediano                                               | 3-0 | 2-0  |      | 0-1  |
| Municipal Puntarenas                                       | 1-1 | 1-2  | 1-0  |      |
| - Victoire à domicile - Match nul - Victoire à l'extérieur |     |      |      |      |

### Phase Finale
Les quatre équipes qualifiées sont réparties dans le tableau final d'après leur classement général.
En cas d'égalité sur la somme des deux matchs, des prolongations puis une séance de tirs au but ont lieu.

#### Tableau
|  |                    |            |                |            |                    |      |   |        |        |        |        |        |
|  | 1/2 finale         | 1/2 finale | 1/2 finale     | 1/2 finale | 1/2 finale         |      |   | Finale | Finale | Finale | Finale | Finale |
|  |                    |            |                |            |                    |      |   |        |        |        |        |        |
|  |                    |            |                |            |                    |      |   |        |        |        |        |        |
|  | CS Cartagines      | (B1)       | 1              | 0          |                    |      |   |        |        |        |        |        |
|  | CS Cartagines      | (B1)       | 1              | 0          |                    |      |   |        |        |        |        |        |
|  | Deportivo Saprissa | (A2)       | 0              | 2          |                    |      |   |        |        |        |        |        |
|  | Deportivo Saprissa | (A2)       | 0              | 2          | Deportivo Saprissa | (A2) | 3 | 0      |        |        |        |        |
|  |                    |            |                |            |                    | (A2) | 3 | 0      |        |        |        |        |
|  |                    |            | LD Alajuelense | (A1)       | 1                  | 1    |   |        |        |        |        |        |
|  | CS Herediano       | (B2)       | LD Alajuelense | (A1)       | 1                  | 1    | 1 | 1      |        |        |        |        |
|  | CS Herediano       | (B2)       |                |            |                    |      | 1 | 1      |        |        |        |        |
|  | LD Alajuelense     | (A1)       | 1              | 3          |                    |      |   |        |        |        |        |        |
|  | LD Alajuelense     | (A1)       | 1              | 3          |                    |      |   |        |        |        |        |        |

#### Demi-finales
| Club          | Aller | Retour | Club               | Commentaire |
| CS Herediano  | 1-1   | 1-3    | LD Alajuelense     |             |
| CS Cartagines | 1-0   | 0-2    | Deportivo Saprissa |             |

#### Finale
| Match aller | Deportivo Saprissa                   | 3:1   | LD Alajuelense | Stade Ricardo Saprissa |  |
| 2 juillet   | Mahia 46e · Mahia 57e · Drummond 70e | (1:1) | Badilla 37e    |                        |  |

| Match retour | LD Alajuelense | 1:0   | Deportivo Saprissa | Stade Alejandro Morera Soto |  |
| 6 juillet    | Mullins 8e     | (1:0) |                    |                             |  |

## Finale du championnat
Elle oppose le leader de la saison régulière au vainqueur de la seconde phase du championnat.
| Match aller | Deportivo Saprissa     | 2:3   | LD Alajuelense                       | Stade Ricardo Saprissa |  |
| 13 juillet  | Mahia 2e · Drummond 6e | (2:3) | Miso 14e · Mullins 17e · Mullins 27e |                        |  |

| Match retour | LD Alajuelense | 1:1   | Deportivo Saprissa | Stade Alejandro Morera Soto |  |
| 16 juillet   | Miso 20e       | (1:1) | Mahia 31e          |                             |  |

## Bilan du tournoi
| Tableau d'Honneur |                |
| Compétition       | Vainqueur      |
| Primera División  | LD Alajuelense |

| Qualifications continentales 1997-1998       |                                   |
| Coupe des champions de la CONCACAF           | Qualifiés                         |
| Premier tour de qualification                | LD Alajuelense Deportivo Saprissa |
| Coupe des vainqueurs de coupe de la CONCACAF | Qualifiés                         |
| Phase de Groupe                              | CS Herediano                      |
| Tournoi des Géants d'Amérique Centrale       | Qualifiés                         |
| Phase de Groupe (en)                         | CS Herediano Deportivo Saprissa   |

| Promotions et relégations   |                     |
| Relégué en Segunda División | Municipal Turrialba |
| Promu de Segunda División   | AD Santa Barbara    |